# Zračna luka Sveti Jeronim
Zračna luka Sveti Jeronim, osnovana kao Zračna luka Split, jedna je od devet međunarodnih zračnih luka u Hrvatskoj. Nalazi se na predjelu Resnik zapadno od Kaštel Štafilića, udaljena 6 km od Trogira i 25 km od Splita. Nakon Zračne luke „Franjo Tuđman”, druga je po prometu zračna luka u državi, izuzev 2021. godine kada je s 1 577 584 putnika bila najprometnija zračna luka u Hrvatskoj.

## Povijest
Otvorena je 25. studenoga 1966. Iz godine u godinu rastao joj je broj putnika. Taj je rast zaustavljen 1988. zbog gospodarske krize. U rujnu 1991. zatvorena je zbog Domovinskoga rata, a u travnju 1992. opet je otvorena. U proljeće 1992.
pilot Josip Rastija - zrakoplovni pukovnik - kao prvi hrvatski zrakoplov koji je sletio u zračnu luku Split u koju je upućen za potrebe prijevoza ranjenika na relaciji Split-Zagreb u Domovinskom ratu.
Na inicijativu župana Blaženka Bobana i uz potpise podrške 53 javne osobe, na Skupštini Zračne luke Split prihvaćen je prijedlog o preimenovanju koji je stupio na snagu isti dan, 8. prosinca 2023.

## Prijevoznici i odredišta
- Aeroflot (Moskva - Šeremetjevo (sezonski))[9]
- AirBerlin (Nürnberg, Leipzig)
- Air Vallée (Rimini (sezonski))
- Austrian Airlines (Beč)
- Belavia (Minsk (sezonski))
- Cimber Sterling (Kopenhagen (sezonski))
- Condor (Frankfurt (sezonski))
- Croatia Airlines (Amsterdam, Beč, Berlin, Bruxelles, Cagliari (sezonski), Dubrovnik, Düsseldorf, Frankfurt, London, Lyon, München, Osijek, Pariz, Rim, Skoplje, Zagreb, Zürich)
- Czech Airlines (Prag)
- Danube Wings/VIP Wings (Bologna (sezonski), Bratislava
- easyJet (Basel, Bristol, London, Ženeva)
- Edelweiss Air (Ženeva (sezonski))
- Europe Airpost (Pariz (sezonski))
- Germanwings (Berlin, Dortmund, Hamburg, Köln, Stuttgart)
- Intersky (Friedrichshafen, Graz)
- ITA Airways (Rim – Fiumicino)
- Lufthansa (Frankfurt (sezonski), München, Berlin (sezonski))
- Malév (Budimpešta)
- Malmö Aviation (Malmö)
- Norwegian Air Shuttle (Bregen, Göteborg, Oslo, Stavanger, Stockholm)
- Red Wings Airlines (Moskva - Vnukovo (sezonski))
- S7 Airlines (Moskva - Domodedovo (sezonski))[10][11][12]
- SAS (Ålesund (sezonski), Göteborg, Stockholm)
- Taimyr (Sankt Peterburg (sezonski))
- Thomas Cook Airlines (London, Manchester)
- Transaero Airlines (Moskva - Domodedovo (sezonski))
- Transavia (Rotterdam (sezonski))
- Travel Service Airlines (Prag (sezonski))
- Ukraine International Airlines (Kijev (sezonski))[13]
- Vueling Airlines (Barcelona [sezonski - početak 23. lipnja])
- Wind Rose Aviation (Kijev)
- XL Airways France (Pariz (sezonski))

## Planovi za proširenje
U prvim godinama 2000-ih ljetni vrhunac aktivnosti u zračnoj luci pozivao je na proširenje kapaciteta zračne luke. Glavnina građevinskih radova provodila se u Splitu od jeseni 2009. do proljeća 2011., te ponovno od početka 2017. do ljeta 2019. godine kada će Resnik imati proširen terminal kapaciteta 3,5 milijuna putnika. 2011. Izgrađena je i nova, malo veća stajanka, jer postojeća nije dovoljna i predstavljala je sigurnosni rizik.
Proširenje zračne luke Split događa se u 4 faze.
- Prva faza, 2009. – 2011.
  - Proširena rampa zračne luke za 45.000 m²
  - Kupnja zemlje od Kaštelanskih Staklenika.
- Druga faza, 2017. – 2019.
  - Izgradnja novih 34.500 m² terminala zračne luke
  - Izgradnja pješačkog mosta do novog parkinga i autobusnog kolodvora

- Treća faza, 2019. – 2021.
  - Promjena asfalta uzletno-sletne staze, dodavanje osvjetljenja centralne osi staze.
- Četvrta faza, 2023. – 2025.
  - Dodavanje nove rulne staze, paralelno s uzletno-sletnom stazom

## Prijevoz
Do Zračne luke može se ići izravnim autobusom za zračnu luku, koja obično čeka pored  Trajektne luke. Možete čekati  splitski javni prijevoz linije br. 37 i br. 38. Svi taksiji su vrlo lako dostupni, a postoji i opcija privatnih konekcija morskim putem direktno do privezišta južno od novog autobusnog terminala zračne luke.

## Promet
Pogledajte izvor upita Wikidata i izvori.

## Galerija
- Kontrolni toranj zračnog prometa.
- Promet u splitskoj zračnoj luci.
- Nova stajanka splitske zračne luke.
- Platforma zračne luke.
- Nova rampa zračne luke - niža razina.
- Kontrolni toranj zračne luke
- Novi izgled terminal i glavnog hodnika
- Stari ulaz u terminal
- Stari izgled terminala

## Vanjske poveznice
- Službena stranica  Arhivirana inačica izvorne stranice od 19. kolovoza 2004. (Wayback Machine) (hrv.)(engl.)
- Zračna luka Split Hrvatska tehnička enciklopedija, portal hrvatske tehničke baštine. LZMK